# Serraulax tigrinus
Serraulax tigrinus är en stekelart som först beskrevs av Gyöö Viktor Szépligeti 1908.  Serraulax tigrinus ingår i släktet Serraulax och familjen bracksteklar. Utöver nominatformen finns också underarten S. t. interruptus.